# 3681 Boyan
3681 Boyan eller 1974 QO2 är en asteroid i huvudbältet som upptäcktes den 27 augusti 1974 av den ryska astronomen Ljudmila Tjernych vid Krims astrofysiska observatorium på Krim. Den är uppkallad efter barden Bojan.
Asteroiden har en diameter på ungefär fyra kilometer.